# Crocodile des marais
Crocodylus palustris
Espèce
Statut de conservation UICN

 VU A2cd : Vulnérable
Statut CITES
Crocodylus palustris, le Crocodile des marais, est une espèce de crocodiliens de la famille des Crocodylidae.

## Description
Cette espèce peut atteindre les 4 à 5 mètres de long.

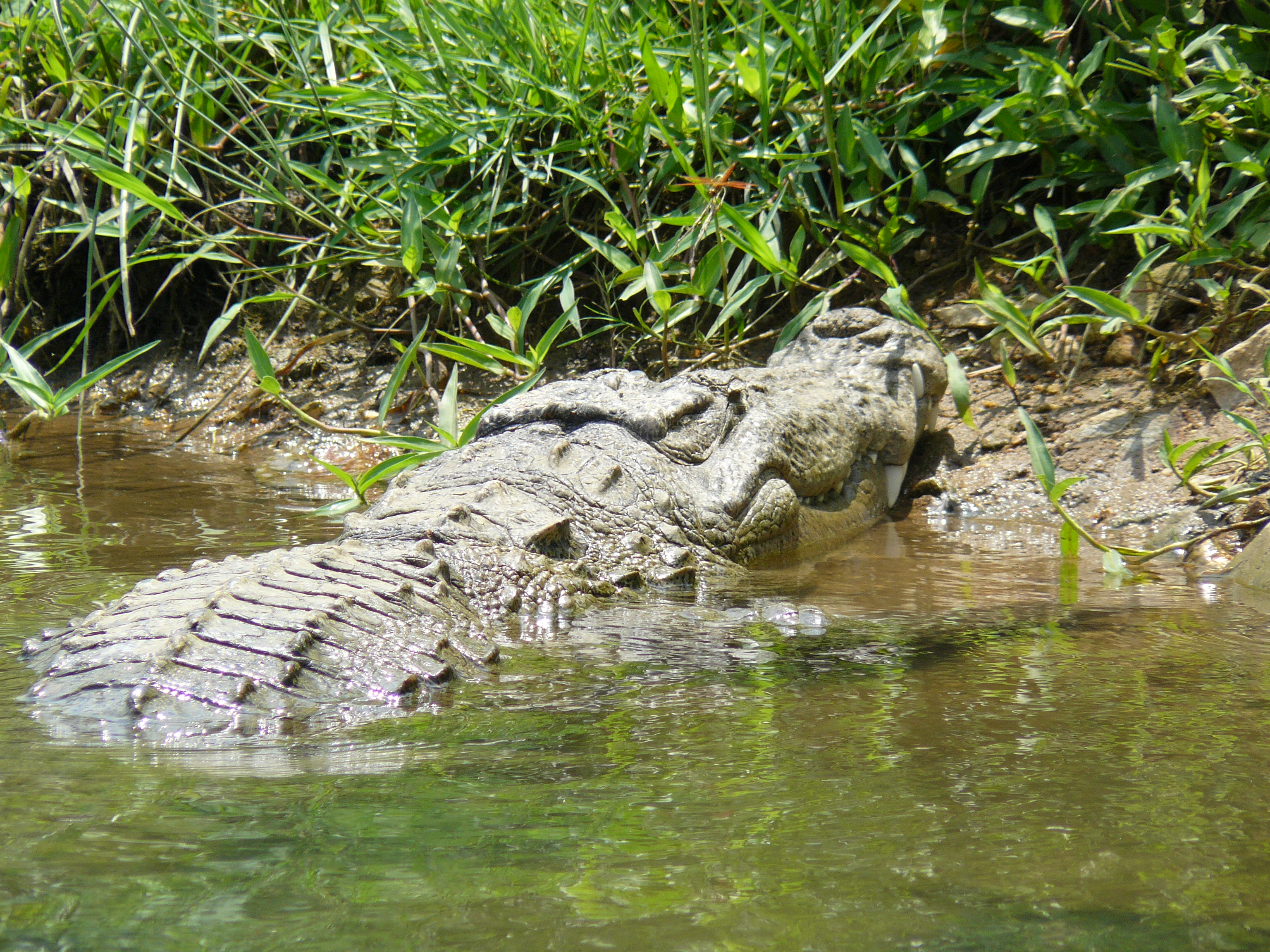
Crocodile des marais
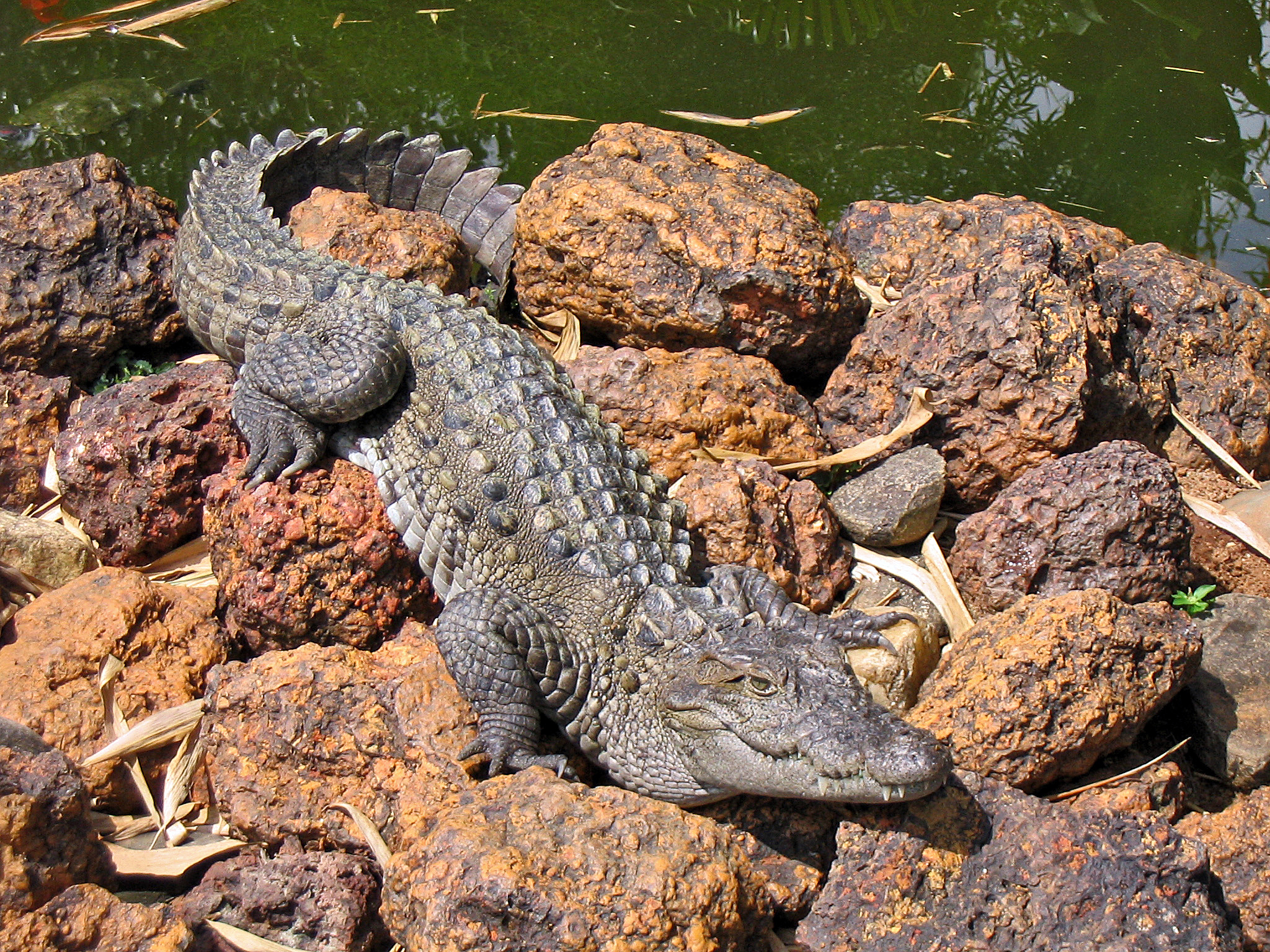
Crocodile des marais
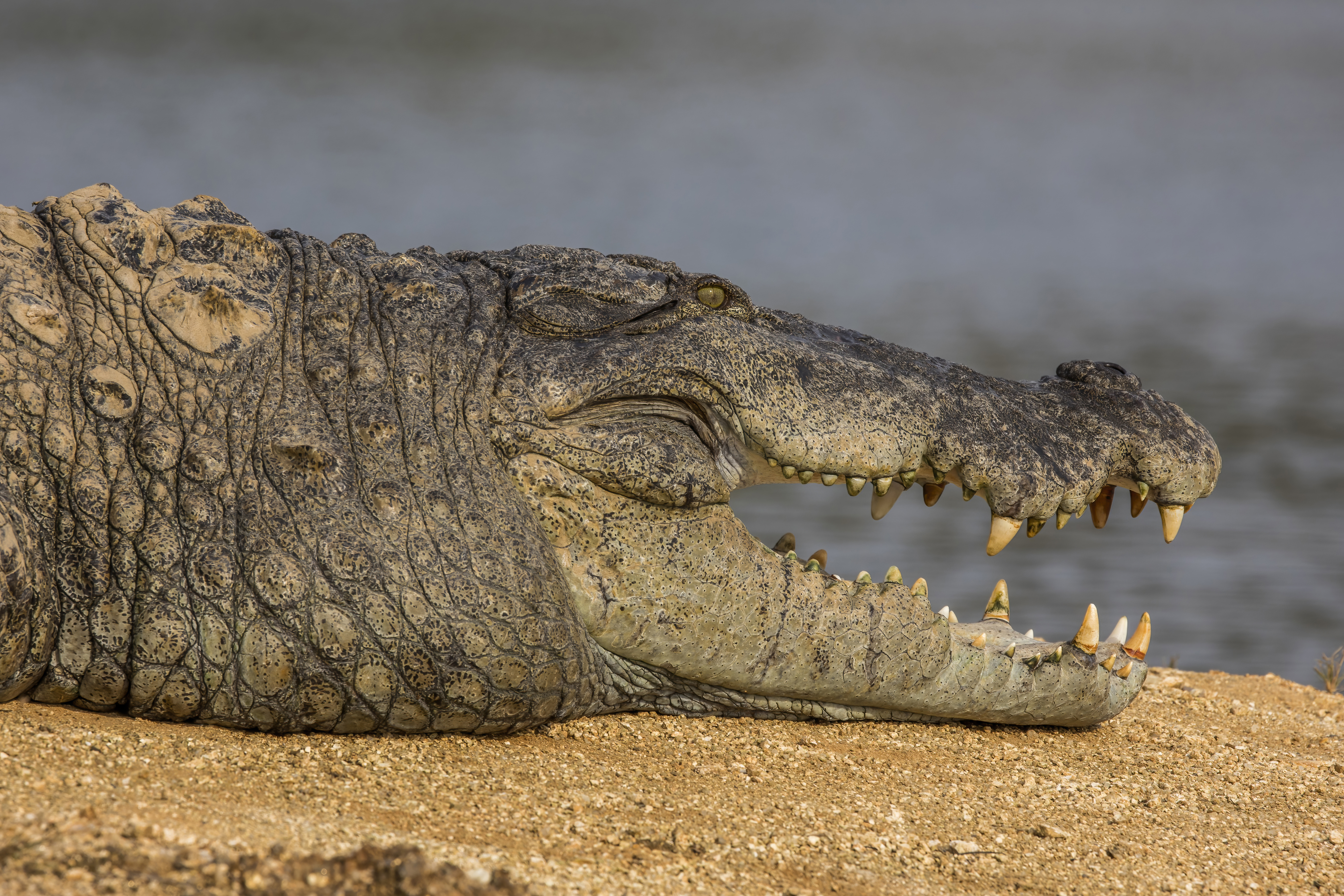
Au Sri Lanka, un crocodile des marais, sa tête. Mars 2022.

Les adultes chassent principalement des poissons, des amphibiens, des reptiles comme les serpents et les tortues, des oiseaux et des mammifères comme des singes. À l'occasion, il s'attaque à des mammifères plus importants comme des cervidés ou des bovidés. Il arrive qu'il s'attaque à l'Homme.

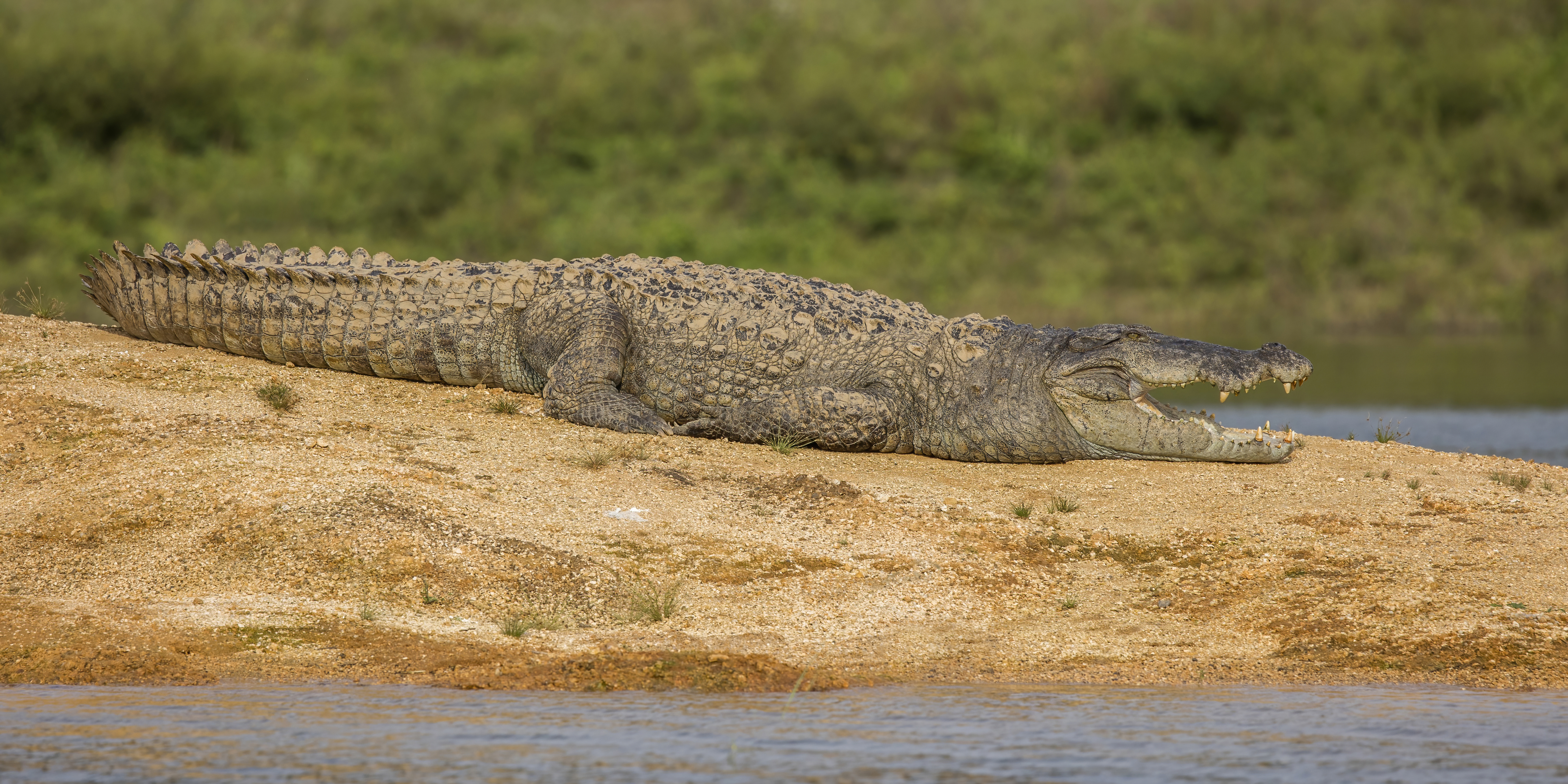
Crocodile des marais au Sri Lanka. Mars 2022.

Chez le crocodile des marais, le rôle des parents est essentiel. Après l'accouplement, la mère creuse un trou. Elle y pond de 10 à 48 œufs pesant environ 85 grammes. Puis elle camoufle le nid en le couvrant de sable ou de terre. Pendant l'incubation, qui peut durer 55 à 75 jours, la mère se tient en permanence autour du nid qu'elle défend vigoureusement contre les prédateurs : crabes, mangoustes, oiseaux, humains. Quelques heures avant l'éclosion, les bébés crocodiles poussent des gémissements que leur mère et leur père entendent à plusieurs mètres. Alors, ils découvrent le nid, aident parfois l'éclosion en roulant les œufs entre leurs dents, puis transportent les nouveau-nés à l'eau. Il arrive que le père veuille se réserver ce rôle et chasse du nid tous les autres crocodiles, y compris la mère. Les parents gardent leurs petits pendant 1 ou 2 ans. Après quoi, ils se contentent de tolérer leur présence.

## Répartition

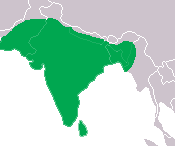
Distribution

Cette espèce se rencontre en Iran, au Pakistan, en Inde, au Népal, au Bangladesh et au Sri Lanka. Sa présence en Asie du Sud-Est est incertaine.

## Habitat
Il fréquente les eaux douces et s'est bien adapté aux ouvrages humains comme les retenues d'eau artificielles ou les canaux d'irrigation. Il est capable de s'aventurer à terre sur plusieurs kilomètres afin de trouver un habitat convenable.

## Conservation
Les populations actuelles sont faibles : 5 000 à 10 000 individus. Les plus larges populations se trouvent au Sri Lanka avec 2 000 individus et en Inde avec des effectifs estimés de 3 000 à 5 000 individus. Mais les populations y sont très fragmentées en une cinquantaine de petites populations.
Des programmes de conservation ont été mis en place, notamment en Inde, incluant des programmes d'élevage et de réintroduction dans des zones protégées telles la Madras Crocodile Bank Trust. Mais le nombre des animaux en élevage est aujourd'hui supérieur à ce qui pourrait être relâché dans la nature, situation résultant de la destruction de ses habitats traditionnels. De plus, la population locale est opposée à ces réintroductions car elle considère l'animal comme dangereux. Les programmes de conservation dans d'autres pays, comme au Pakistan, semblent mieux engagés.

## Fermes d'élevage
L'élevage conduit par Romulus Whitaker, le Madras Crocodile Bank Trust, est aujourd'hui une référence mondiale en matière scientifique et technique. Près de 80 % des femelles qui nidifient font deux couvées par an, à la suite de deux périodes distinctes d'activité sexuelle. Selon les spécialistes des crocodiles, ces résultats uniques au monde seraient dus à la forte température régnant à Madras et à l'alimentation régulière des pensionnaires. Autre découverte marquante due au chercheur américain Jeff Lang : les crocodiles des marais éclos en février, au début de la période de reproduction, sont pratiquement tous des femelles. Le nombre des mâles augmente ensuite, à mesure que se réchauffe le sol où sont enfouis les œufs. Puis, lorsque la température monte encore, les femelles recommencent à dominer. L'espèce semble donc programmée pour produire surtout des femelles dans les conditions extrêmes.

## Étymologie
Le nom de l'espèce, palustris, signifie marais en latin.

## Publication originale
- Lesson, 1831 : Catalogue des Reptiles qui font partie d'une Collection zoologique recueille dans l'Inde continentale ou en Afrique, et apportée en France par M. Lamare-Piquot. Bulletin des Sciences Naturelles et de Géologie, Paris, vol. 25, n. 2, p. 119-123 (texte intégral).